# 투즐라섬

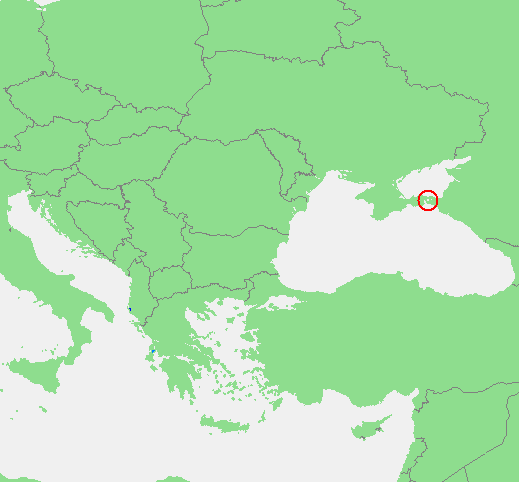

투즐라섬(Тузла, Tuzla Island)은 케르치 해협 한가운데에 있는 사취이다. 원래는 타만반도와 연결되어 있었으나 폭풍으로 끊어진 이후 크림반도의 행정 구역에 편입되었다. 이후 크림반도는 우크라이나 소비에트 사회주의 공화국에 편입되었다. 소련 해체 이후 러시아와 영토 분쟁이 있었다. 투즐라섬은 크림 위기 이후 러시아의 실효 지배에 놓이게 되었다. 러시아는 투즐라섬을 크림 공화국 케르치시의 일부로 통치하고 있다. 2015년에는 투즐라섬을 거쳐 크림반도와 타만반도를 연결하는 크림 대교가 착공되었다.